# Canton de Saint-Germain-du-Bois
Le canton de Saint-Germain-du-Bois est une ancienne division administrative française située dans le département de Saône-et-Loire et la région Bourgogne-Franche-Comté.

## Géographie
Ce canton était organisé autour de Saint-Germain-du-Bois dans l’arrondissement de Louhans. Son altitude variait de 180 m (Frangy-en-Bresse) à 215 m (Diconne).

## Histoire
De 1833 à 1848, les cantons de Montret et de Saint-Germain-du-Bois avaient le même conseiller général. Le nombre de conseillers généraux était limité à 30 par département.

## Représentation

### Conseillers d'arrondissement (de 1833 à 1940)
| Période                                  | Période      | Identité                                | Étiquette    | Qualité |
| ---------------------------------------- | ------------ | --------------------------------------- | ------------ | --- |
| 1833                                     | 1836         | Jean Bruchon (1784-1859)                |              | Notaire, maire de Sens                                                                                      |
| 1836                                     | 1839         | Claude François Pelletier               |              | Notaire, maire de Saint-Germain-du-Bois                                                                     |
| 1839                                     | 1842         | Charles Mathey                          | Gauche       | Notaire à Châlon, propriétaire à Thurey                                                                     |
| 1842                                     | 1848         | Jean Bruchon                            |              | Propriétaire, maire de Sens-sur-Seille                                                                      |
|                                          |              |                                         |              | |
| 1852                                     | 1855         | Denis Courdier                          |              | Propriétaire, maire de Frangy-en-Bresse                                                                     |
| 1855                                     | 1861         | Louis Lapin                             |              | Notaire, maire de Saint-Germain-du-Bois                                                                     |
| 1861                                     | 1877         | Alphonse Savin (1822-1888)              | Bonapartiste | Médecin, maire de Saint-Germain-du-Bois                                                                     |
| 1877                                     | 1890 (décès) | Hubert Caucal-Lavraud                   | Républicain  | Maire de Saint-Germain-du-Bois, Président du Conseil d'arrondissement                                       |
| 23 mars 1890                             | 1904         | Jean-Baptiste Burdin-Arveux (1852-1918) | Républicain  | Négociant en quincaillerie, premier adjoint au maire de Saint-Germain-du-Bois                               |
| 1904                                     | 1919         | Eugène Caucal                           | Radical      | Négociant à Saint-Germain-du-Bois                                                                           |
| 1919                                     | 1931         | Léon Chanussot                          | Rad.         | Huissier, maire de Saint-Germain-du-Bois                                                                    |
| 1931                                     | 1940         | Urbain Michelin                         | Rad.         | Maire du Planois                                                                                            |
| 1940                                     |              |                                         |              | Les conseils d'arrondissement ont été suspendus par la loi du 12 octobre 1940 et n'ont jamais été réactivés |
| Les données manquantes sont à compléter. |              |                                         |              | |

### Conseillers généraux de 1833 à 2015
| Période | Période          | Identité                     | Étiquette             | Qualité |
| ------- | ---------------- | ---------------------------- | --------------------- | --- |
| 1833    | 1839             | Charles Mathey               | Gauche                | Notaire à Châlons, propriétaire à Thurey Député (1846-1849) |
| 1839    | 1848             | Claude François Pelletier    |                       | Propriétaire, notaire, maire de Saint-Germain-du-Bois (1830-1848), conseiller d'arrondissement                                                                                                |
| 1848    | 1852             | Jean Marguerite Guillemin    |                       | Propriétaire, maire de Mervans |
| 1852    | 1862             | Claude François Pelletier    |                       | Propriétaire, notaire, conseiller municipal de Saint-Germain-du-Bois |
| 1862    | 1901             | Louis Mathey                 | Républicain puis Rad. | Médecin Maire de Thurey Député (1898-1902) |
| 1901    | 1919             | Jean Forest-Sassot           | Républicain           | Propriétaire à Saint-Germain-du-Bois |
| 1919    | 1931             | Eugène Caucal                | Rad.                  | Négociant, maire de Saint-Germain-du-Bois, conseiller d'arrondissement |
| 1931    | 1934 (décès)     | Léon Chanussot               | Rad.                  | Huissier Maire de Saint-Germain-du-Bois, conseiller d'arrondissement |
| 1935    | 1940             | Marcel Desprès               | Rad.                  | Négociant en vins et liqueurs Maire de Saint-Germain-du-Bois Sénateur (1937-1944) Membre de la Commission administrative de Saône-et-Loire (1941-1942) Nommé conseiller départemental en 1942 |
|         |                  |                              |                       | |
| 1945    | 1946 (démission) | Marcel Desprès               | Rad.                  | Ancien sénateur |
| 1946    | 1949             | Georges Henry                |                       | Maire de Bouhans |
| 1949    | 1967             | Emile Moudens                | Rad.                  | Chirurgien-dentiste, maire de Saint-Germain-du-Bois |
| 1967    | 1979             | Maurice Berthoux (1940-2020) | DVD puis UDF-Rad.     | Notaire Maire de Mervans |
| 1979    | 1985             | Daniel Berthoux              | SE                    | Notaire à Mervans |
| 1985    | 2004             | François Moreau              | DVD puis UMP          | Maire de Serley (1977-2014) |
| 2004    | 2015             | Jean-Luc Vernay              | PS                    | Directeur d'école Vice-président du conseil général Maire de Mervans (1995-2014) Suppléant du député Arnaud Montebourg                                                                        |

## Composition
Le canton de Saint-Germain-du-Bois regroupait 13 communes et compte 5 818 habitants (recensement de 1999 sans doubles comptes).
| Communes              | Population (2012) | Code postal | Code Insee |
| --------------------- | ----------------- | ----------- | ---------- |
| Bosjean               | 285               | 71330       | 71044      |
| Bouhans               | 154               | 71330       | 71045      |
| Devrouze              | 251               | 71330       | 71173      |
| Diconne               | 215               | 71330       | 71175      |
| Frangy-en-Bresse      | 576               | 71330       | 71205      |
| Mervans               | 1 169             | 71310       | 71295      |
| Le Planois            | 74                | 71330       | 71352      |
| Saint-Germain-du-Bois | 1 765             | 71330       | 71419      |
| Sens-sur-Seille       | 298               | 71330       | 71514      |
| Serley                | 454               | 71310       | 71516      |
| Serrigny-en-Bresse    | 130               | 71310       | 71519      |
| Le Tartre             | 95                | 71330       | 71534      |
| Thurey                | 352               | 71440       | 71538      |

## Démographie
| 1962  | 1968  | 1975  | 1982  | 1990  | 1999  | 2009 |
| ----- | ----- | ----- | ----- | ----- | ----- | ---- |
| 6 990 | 7 807 | 7 090 | 6 550 | 6 141 | 5 818 | -    |